# Ацеломорфи
Ацеломо́рфи (Acoelomorpha) — тип двобічно-симетричних тварин, який раніше відносився до типу Плоскі черви. Але після детальних досліджень 2004 року вчені Jaume Baguñà та Marta Riutort виділили цих тварин в окремий тип.

## Класифікація
Тип включає в себе 2 класи, 112 родів та 396 видів:
- Клас Ацели (Acoela)
  - Родина Actinoposthiidae
  - Родина Anaperidae
  - Родина Antigonariidae
  - Родина Antroposthiidae
  - Родина Childiidae
  - Родина Convolutidae
  - Родина Dakuidae
  - Родина Diopisthoporidae
  - Родина Hallangiidae
  - Родина Haploposthiidae
  - Родина Hofsteniidae
  - Родина Isodiametridae
  - Родина Mecynostomidae
  - Родина Nadinidae
  - Родина Otocelididae
  - Родина Paratomellidae
  - Родина Polycanthiidae
  - Родина Proporidae
  - Родина Sagittiferidae
  - Родина Solenofilomorphidae
  - Родина Taurididae
- Клас Немертодерматиди (Nemertodermatida)
  - Родина Ascopariidae
  - Родина Nemertodermatidae